# Sliwo pole
Sliwo pole (bułg. Сливо поле) – miasto w Bułgarii, w obwodzie Ruse, centrum administracyjne gminy Sliwo pole. Według danych szacunkowych Ujednoliconego Systemu Ewidencji Ludności oraz Usług Administracyjnych dla Ludności, 15 czerwca 2020 roku miejscowość liczyła 3 347 mieszkańców. W mieście znajduje się fabryka biopaliw.